# Suwanosejima
La isla de Suwanose o Suwanosejima (諏訪之瀬島?) es una isla volcánica de Japón que forma parte de las islas Tokara. Tiene una elevación de 799 m sobre el nivel del mar, y una longitud de 8 km. Es uno de los volcanes más activos de Japón y del mundo. Administrativamente pertenece al distrito de Kagoshima y a la villa de Toshima.

## Geología
La isla de Suwanosejima, de 8 km de longitud, en las islas Ryukyu del norte, consiste en un estratovolcán andesítico con dos cráteres activos en su cima. La cima está truncada por un gran cráter fracturado que se extiende hasta el mar en el flanco este, formado por el derrumbe de un edificio. Siendo uno de los volcanes con mayor actividad de Japón, experimentó actividad estromboliana intermitente desde Otake, el cráter de la cima noreste, entre 1949 y 1996, tras lo cual se prolongaron los períodos de inactividad. 
La mayor erupción registrada tuvo lugar en 1813-1814, cuando gruesos depósitos de escoria cubrieron zonas residenciales, y el cráter suroeste produjo dos flujos de lava que alcanzaron la costa occidental. Al final de la erupción, la cima de Otake se derrumbó, formando una gran avalancha de escombros y creando un escarpe de derrumbe abierto que se extendió hasta la costa oriental. 
Para llegar a ella desde el continente, son necesarias diecisiete horas de navegación en barco.

## Historia
En distintos siglos de la era cristiana, la isla fue poblada, dependiendo de la actividad volcánica, fue abandonada después de una erupción en el siglo XV, hasta que fue nuevamente habitada por pobladores de las islas Amami en el siglo XIX y desde entonces ha venido teniendo distintas erupciones, hasta la década de 2010. 
La isla permaneció deshabitada durante unos 70 años tras la erupción de 1813-1814. Los flujos de lava alcanzaron la costa oriental de la isla en 1884. Solo viven en la isla unas 50 personas.Durante un tiempo vivió en ella el ganador del pulitzer Gary Snyder.